# Simtek S941
El Simtek S941 es un coche de Fórmula 1, diseñado por Nick Wirth y Paul Crooks para el equipo Simtek y utilizado durante la temporada 1994 de Fórmula 1. Aunque fue el primer coche que corrió bajo el nombre Simtek, la empresa había diseñado previamente un coche sin construir para BMW; el diseño sin construir formó la base del Andrea Moda S921. Simtek también produjo un diseño para el fallido proyecto Bravo S931 de Jean Mosnier que debía lanzarse en 1993. Existe un fuerte parecido familiar entre el Andrea Moda de 1992 y el Simtek de 1994.

## Descripción general

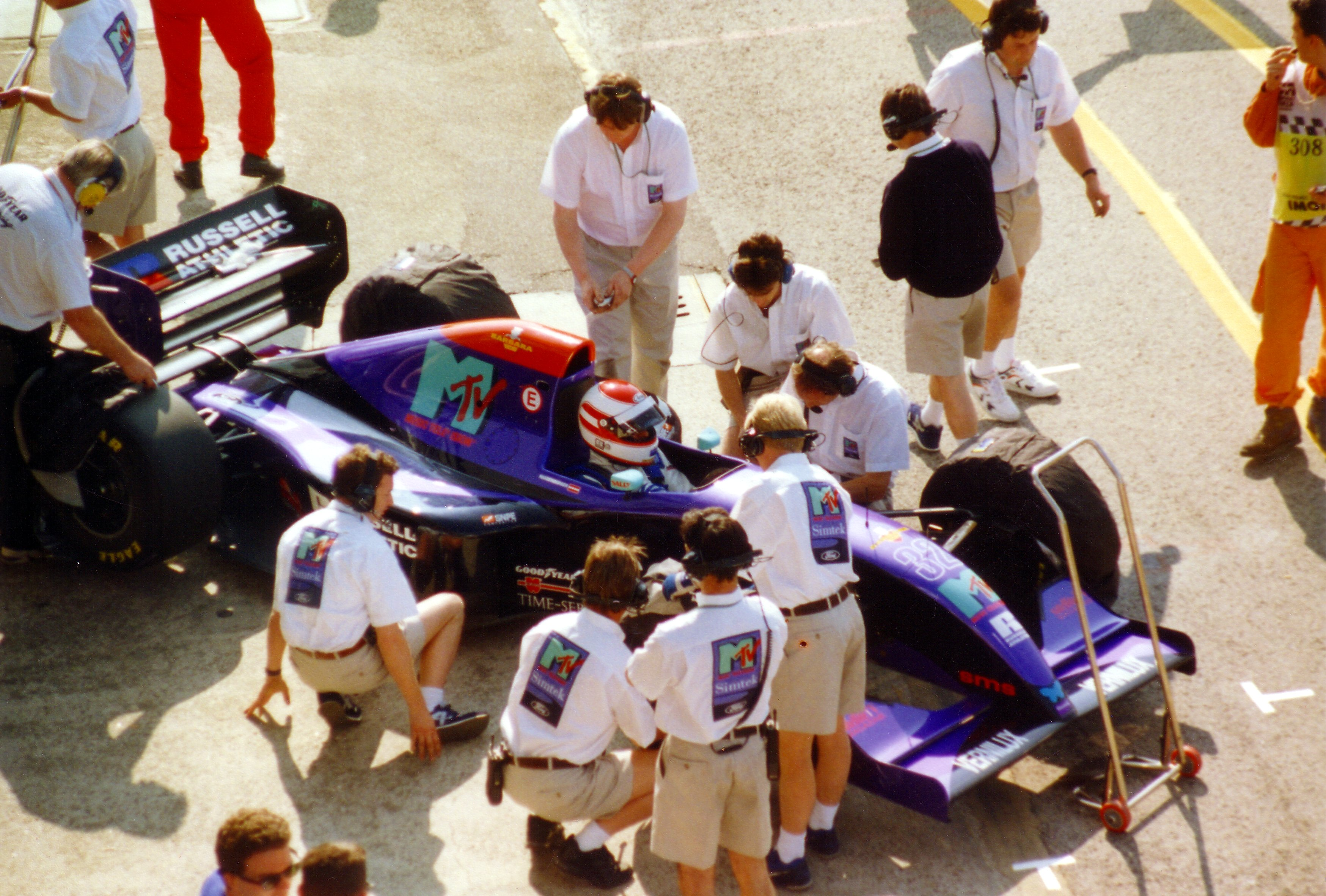
El coche de Ratzenberger en el GP de San Marino.

### Nombre
El coche se llamó S941, S hace referencia al nombre del equipo, 94, el año en que compitió y 1 para la Fórmula 1.

### Motor
El coche estaba propulsado por un Ford HBD 6 V8 de aspiración natural. Tenía poca potencia, pero sólo sufrió tres fallas en toda la temporada, todas en el coche de David Brabham.

### Pilotos
El S941 fue conducido por David Brabham durante toda la temporada. Roland Ratzenberger estaba previsto que pilotara el segundo coche durante las primeras cinco carreras, ya que sólo tenía financiación para la primera parte de la temporada, pero su muerte en Imola el día anterior al tres veces campeón del mundo Ayrton Senna significó que otros pilotos tuvieron que intervenir. Andrea Montermini se vio involucrado en un gravísimo accidente en su primera carrera con el equipo en los entrenamientos del Gran Premio de España. Esto dejó al equipo en serias dificultades financieras. Durante el resto del año, otros tres pilotos ocuparon el segundo asiento, entre ellos Jean-Marc Gounon, Domenico Schiattarella y el piloto japonés Taki Inoue.

## Temporada 1994
El equipo consiguió el Simtek S941 terminar 12 veces en 32 carreras. Se beneficiaron de la lentitud del rival de Simtek, Pacific PR01, que rara vez calificaba. El Simtek S941 no consiguió ningún punto en su primera temporada; Jean-Marc Gounon marcó el mejor resultado del equipo con un noveno puesto en el Gran Premio de Francia, aunque estaba cuatro vueltas por detrás del líder.

## Livery
El patrocinador principal fue MTV. Otros patrocinadores notables incluyen a Barbara (una inversora en el equipo) y Russell Athletics. Después de San Marino, el equipo decidió seguir compitiendo con la parte superior del airbox luciendo la bandera austriaca con las palabras "For Roland" en homenaje a Ratzenberger.

## Resultados
| Año     | Motor   | Neu | N.º | Piloto                 | 1   | 2   | 3   | 4   | 5   | 6   | 7   | 8   | 9   | 10  | 11  | 12  | 13  | 14  | 15  | 16  | Puntos | Pos. |
| ------- | ------- | --- | --- | ---------------------- | --- | --- | --- | --- | --- | --- | --- | --- | --- | --- | --- | --- | --- | --- | --- | --- | ------ | ---- |
| 1994    | Ford V8 | G   |     |                        | BRA | PAC | SMR | MON | ESP | CAN | FRA | GBR | GER | HUN | BEL | ITA | POR | EUR | JPN | AUS | 0      | NC   |
| 1994    | Ford V8 | G   | 31  | David Brabham          | 12  | Ret | Ret | Ret | 10  | 14  | Ret | 15  | Ret | 11  | Ret | Ret | Ret | Ret | 12  | Ret | 0      | NC   |
| 1994    | Ford V8 | G   | 32  | Roland Ratzenberger    | DNQ | 11  | DNS |     |     |     |     |     |     |     |     |     |     |     |     |     | 0      | NC   |
| 1994    | Ford V8 | G   | 32  | Andrea Montermini      |     |     |     |     | DNQ |     |     |     |     |     |     |     |     |     |     |     | 0      | NC   |
| 1994    | Ford V8 | G   | 32  | Jean-Marc Gounon       |     |     |     |     |     |     | 9   | 16  | Ret | Ret | 11  | Ret | 15  |     |     |     | 0      | NC   |
| 1994    | Ford V8 | G   | 32  | Domenico Schiattarella |     |     |     |     |     |     |     |     |     |     |     |     |     | 19  |     | Ret | 0      | NC   |
| 1994    | Ford V8 | G   | 32  | Taki Inoue             |     |     |     |     |     |     |     |     |     |     |     |     |     |     | Ret |     | 0      | NC   |
| Fuente: |         |     |     |                        |     |     |     |     |     |     |     |     |     |     |     |     |     |     |     |     |        |      |